# Termodinamikai hőmérséklet
A termodinamikai hőmérséklet a hőmérséklet abszolút fokmércéje, egyben a termodinamika egyik legfontosabb paramétere. A termodinamikai hőmérséklet skálája abszolút skála, mivel egy alapvető, nem relatív pontot is meghatároz: zéruspontja az abszolút nulla fok. Ezen a hőmérsékleten az anyag energiájának minimuma van, mely energiát zérusponti energiának hívjuk. Az abszolút nulla fokot tetszőlegesen meg lehet közelíteni, elérni azonban lehetetlen - bizonyos kvantumos tulajdonságokkal rendelkező szubatomi halmazok esetében beszélhetünk negatív hőmérsékletről, de ezen halmazok nem tartoznak szorosan a klasszikus termodinamikai hőmérséklet témakörébe.
A hőmérséklet egyenesen arányos az anyag kinetikus energiájával, pontosabban a kinetikus energia vibrációs módusával. Az ekvipartíció-tétel értelmében egy részecske minden szabadsági fokára 0,5kT jut. Mivel az ideális egyatomos gáznak három dimenzióban három szabadsági foka van, így minden részecskéjének E=1,5kT az energiája, ahol a k a Boltzmann-állandó a T pedig a hőmérséklet. Makroszkopikus rendszerek esetében - ahol R = NAk - az egyenlet:
{\displaystyle {{\bar {E}}={\frac {3}{2}}nRT={\frac {3}{2}}k_{B}T}\,\!}
ahol E az anyag kinetikus energiája, n az anyag móljainak a száma, az R az egyetemes gázállandó, a kB pedig a Boltzmann-állandó

## Kifejezés parciális deriváltakkal
A hőmérséklet bizonyos termodinamikai állapotjelzők - belső energia és az entalpia - entrópia szerinti parciális deriváltja azon körülmények között, melyek esetén a kérdéses állapotjelzők többi változóját állandónak tekintjük.
Mivel {\displaystyle \delta Q_{rev}=T\mathrm {d} S\,\!} ezért {\displaystyle T={\frac {\delta Q_{rev}}{\mathrm {d} S}}\,\!}. A fenti állapotjelzők definíciói értelmében {\displaystyle \delta Q_{rev}=\left(\mathrm {d} U\right)_{V,n}=\left(\mathrm {d} H\right)_{p,n}}, ezért
{\displaystyle T=\left({\frac {\partial U}{\partial S}}\right)_{V,n}=\left({\frac {\partial H}{\partial S}}\right)_{p,n}\,\!}.